# Gentiana pluviarum
Gentiana pluviarum är en gentianaväxtart. Gentiana pluviarum ingår i släktet gentianor, och familjen gentianaväxter.

## Underarter
Arten delas in i följande underarter:
- G. p. pluviarum
- G. p. subtilis